# Tell Me (песен на Мелани Би)
„Tell Me“ е третият сингъл на английската поп певица Мелани Браун, издаден на 25 август 2000.
Песента се задържа на четвърто място в класацията за сингли на Великобритания UK Singles Chart.